# Fethi Noubli
Fethi Noubli (en arabe : فتحي نوبلى) est un footballeur algérien né le 2 novembre 1988 à Kouba dans la wilaya d'Alger. Il évolue au poste d'avant-centre au RC Kouba.

## Biographie
Il évoluait en première division algérienne avec les clubs du DRB Tadjenanet, du RC Arbaâ et de l'USM Blida. Il dispute 38 matchs en inscrivant 5 buts en Ligue 1.

## Palmarès
MO Béjaïa
- Championnat d'Algérie D2 (1) :
  - Champion : 2017-18.